# Bāghcheh Jīk
Bāghcheh Jīk (persiska: باغچه جیک, Bāghchehjīk) är en ort i Iran.   Den ligger i provinsen Västazarbaijan, i den nordvästra delen av landet, 600 km väster om huvudstaden Teheran. Bāghcheh Jīk ligger 1 340 meter över havet och antalet invånare är 858.
Terrängen runt Bāghcheh Jīk är varierad.Runt Bāghcheh Jīk är det ganska tätbefolkat, med 83 invånare per kvadratkilometer. Närmaste större samhälle är Salmās, 6,3 km väster om Bāghcheh Jīk. Trakten runt Bāghcheh Jīk består till största delen av jordbruksmark.